# Белмонт (Луизијана)
Белмонт (енгл. Belmont) насељено је место без административног статуса у америчкој савезној држави Луизијана.

## Демографија
По попису из 2010. године број становника је 361.
| Група             | 2000.    | 2010.       |
| Белци             | 0 (0,0%) | 321 (88,9%) |
| Афроамериканци    | 0 (0,0%) | 9 (2,5%)    |
| Азијати           | 0 (0,0%) | 1 (0,3%)    |
| Хиспаноамериканци | 0 (0,0%) | 5 (1,4%)    |
| Укупно            | 0        | 361         |